# Pantelitz
Pantelitz (pol. Pątlice) – gmina w Niemczech w kraju związkowym Meklemburgia-Pomorze Przednie, w powiecie Vorpommern-Rügen, wchodzi w skład Związku Gmin Niepars.